# Stefania Lazzaroni
Stefania Lazzaroni (Bergamo, 10 luglio 1965) è un'ex lunghista italiana.

## Biografia
Tra il 1983 ed il 1984 ha partecipato a vari incontri con la maglia della nazionale, sia juniores che assoluta.
Il 3 marzo 1984, all'età di 18 anni e 237 giorni (che la rende la più giovane medagliata italiana di sempre in tale manifestazione), ha vinto una medaglia di bronzo nel salto in lungo agli Europei indoor di Göteborg, con una misura di 6,08 m. In precedenza, sempre nello stesso anno, era stata campionessa italiana indoor con una misura di 6,27 m, misura che le valse anche il record italiano nel salto in lungo indoor.
Oltre che nel salto in lungo gareggiò in varie altre discipline (principalmente velocità e salto in alto, oltre che saltuariamente anche lancio del disco e del giavellotto e getto del peso), ottenendo dei piazzamenti ai campionati italiani assoluti sia nell'eptathlon che nei 100 m.

## Palmarès
| Anno | Manifestazione | Sede     | Evento         | Risultato | Prestazione | Note |
| ---- | -------------- | -------- | -------------- | --------- | ----------- | ---- |
| 1984 | Europei indoor | Göteborg | Salto in lungo | Bronzo    | 6,08 m      |      |

## Campionati nazionali
1981
- 8ª ai campionati italiani allievi, salto in lungo - 5,31 m

1982
- 8ª ai campionati italiani juniores, salto in lungo - 5,49 m
- 6ª ai campionati italiani juniores, eptathlon - 4133 punti
- Bronzo ai campionati juniores indoor, salto in lungo - 5,45 m

1983
- 12ª ai campionati italiani assoluti indoor, salto in lungo - 5,74 m
- 5ª ai campionati italiani juniores, salto in lungo - 5,70 m
- Argento ai campionati juniores indoor, salto in lungo - 5,76 m

1984
- Argento ai campionati italiani assoluti, salto in lungo - 5,99 m
- 12ª ai campionati italiani assoluti, eptathlon - 4816 punti
- Oro ai campionati italiani assoluti indoor, salto in lungo - 6,27 m

1985
- 10ª ai campionati italiani assoluti indoor, salto in lungo - 5,74 m

1987
- Bronzo ai campionati italiani assoluti indoor, salto in lungo - 6,08 m
- Bronzo ai campionati italiani assoluti, salto in lungo - 6,06 m

1988
- Bronzo ai campionati italiani assoluti, salto in lungo